# Линдхорст
Линдхорст (њем. Lindhorst) општина је у њемачкој савезној држави Доња Саксонија. Једно је од 38 општинских средишта округа Шаумбург. Према процјени из 2010. у општини је живјело 4.492 становника. Посједује регионалну шифру (AGS) 3257020.

## Географски и демографски подаци
Линдхорст се налази у савезној држави Доња Саксонија у округу Шаумбург. Општина се налази на надморској висини од 61 метра. Површина општине износи 7,9 km². У самом мјесту је, према процјени из 2010. године, живјело 4.492 становника. Просјечна густина становништва износи 570 становника/km².